# Ten Sleep
Ten Sleep ist ein Ort mit dem Status Town im Washakie County im US-Bundesstaat Wyoming. Das U.S. Census Bureau hat bei der Volkszählung 2020 eine Einwohnerzahl von 246 ermittelt.

## Lage
Ten Sleep liegt im Osten des Bighorn Basins, in den westlichen Ausläufern der Bighorn Mountains auf einer Höhe von 1349 m, etwa 42 km östlich von Worland und 95 km westlich von Buffalo. Durch den Ort verläuft der U.S. Highway 16, der östlich des Ortes im Verlauf durch den Ten Sleep Canyon bis zum Powder River Pass auf 2946 m ansteigt und westlich des Ortes bis nach Worland verläuft, wo er auf den U.S. Highway 20 trifft. Durch den Ort fließt der Tensleep Creek, der unmittelbar westlich des Ortes in den Nowood River mündet. Laut dem United States Census Bureau hat Ten Sleep eine Fläche von 0,47 km².

## Kultur

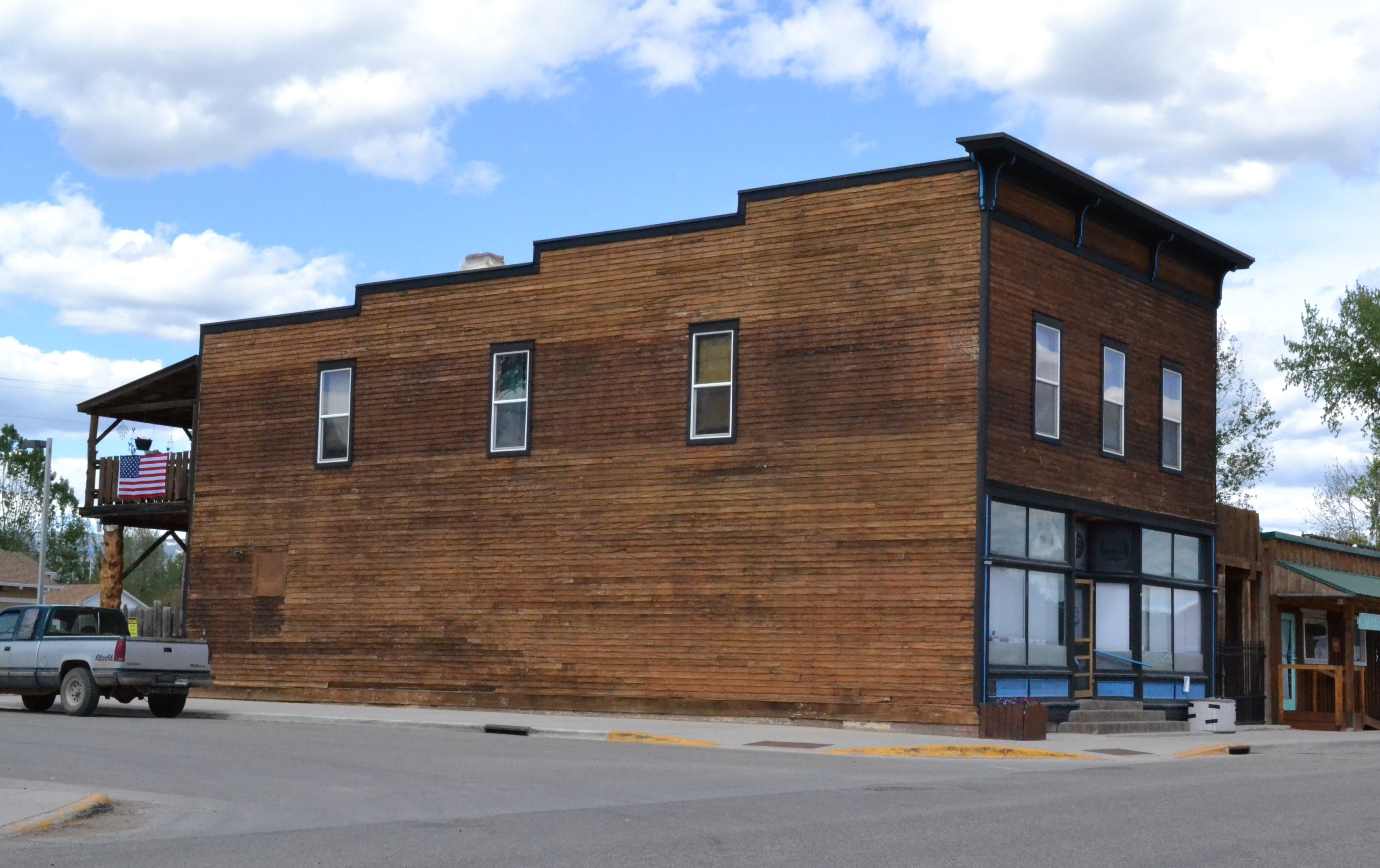
Ten Sleep Mercantile

In der Nähe des Eingangs zum nahe gelegenen Ten Sleep Canyon befindet sich das ehemalige Gelände des Girl Scout National Center West, von dem ein Teil mit einer Fläche von 61 km² eines der größten Feldlager der Welt war. Ein Teil dieses Geländes ist heute im Besitz des Nature Conservancy und wird von der Naturschutzbehörde als Tensleep Preserve betrieben, mit Einrichtungen für Workshops und Seminare.
Ten Sleep Mercantile, auch bekannt als Ten Sleep Hardware, ist ein typischer Dorfladen und bildet den Mittelpunkt der Stadt, seitdem es im Jahr 1905 von H.T. Church gebaut wurde. Das Gebäude ist ein gutes Beispiel für die hohen, schmalen und tiefen Geschäftsgebäude, die häufig in kleinen amerikanischen Städten zu finden sind. Von 1919 bis 1943 wurde der Laden von Paul Frison betrieben, einem Bürgermeister von Ten Sleep und Abgeordneten des Bundesstaates Wyoming. Ten Sleep Mercantile wurde 1986 in das National Register of Historic Places eingetragen.

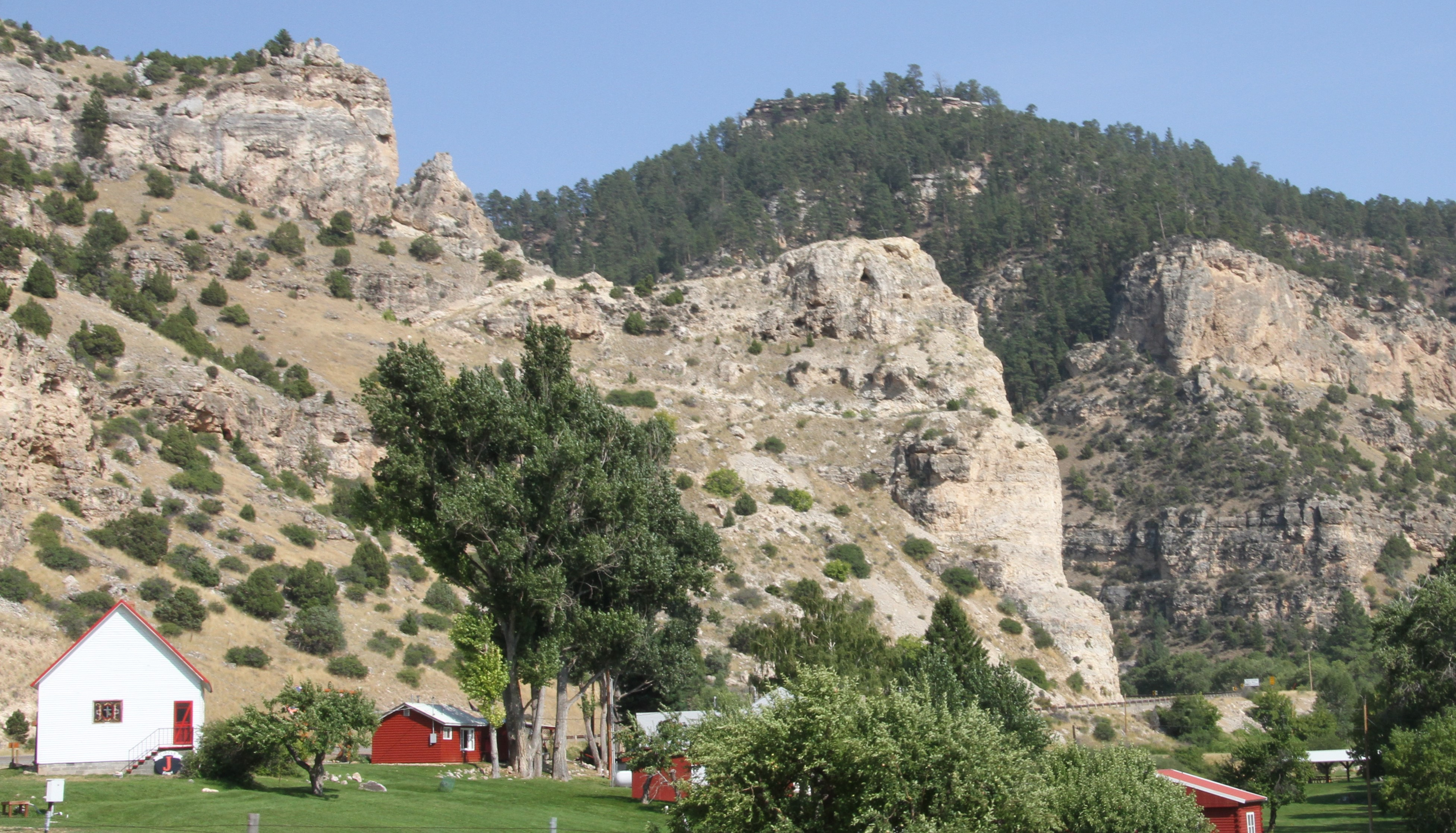
First Washakie County Church im Ten Sleep Canyon östlich von Ten Sleep

Ranching ist in der Gegend des Bighorn Basin sehr beliebt. Andere Industriezweige sind die Mineralgewinnung (Bentonit) sowie der Tourismus. Holzgewinnung und andere kleinere Unternehmen sind zurückgegangen, sodass die Gemeinschaft nur von einer Handvoll kleiner Betriebe unterstützt wird. Drei Restaurants, zwei Bars, zwei Motels, ein historischer Baumarkt, ein Campingplatz, eine Bank und eine Tankstelle bilden die primären Dienstleistungen für Touristen und Einheimische.
Mit einer Vielzahl von Outdoor-Möglichkeiten ist die Gegend um Ten Sleep bei Einheimischen und Besuchern beliebt. Abgesehen von den traditionellen Aktivitäten wie Jagen, Angeln und Reiten sind Klettern, Kajakfahren, Höhlenforschung, Mountainbiken und Camping möglich.

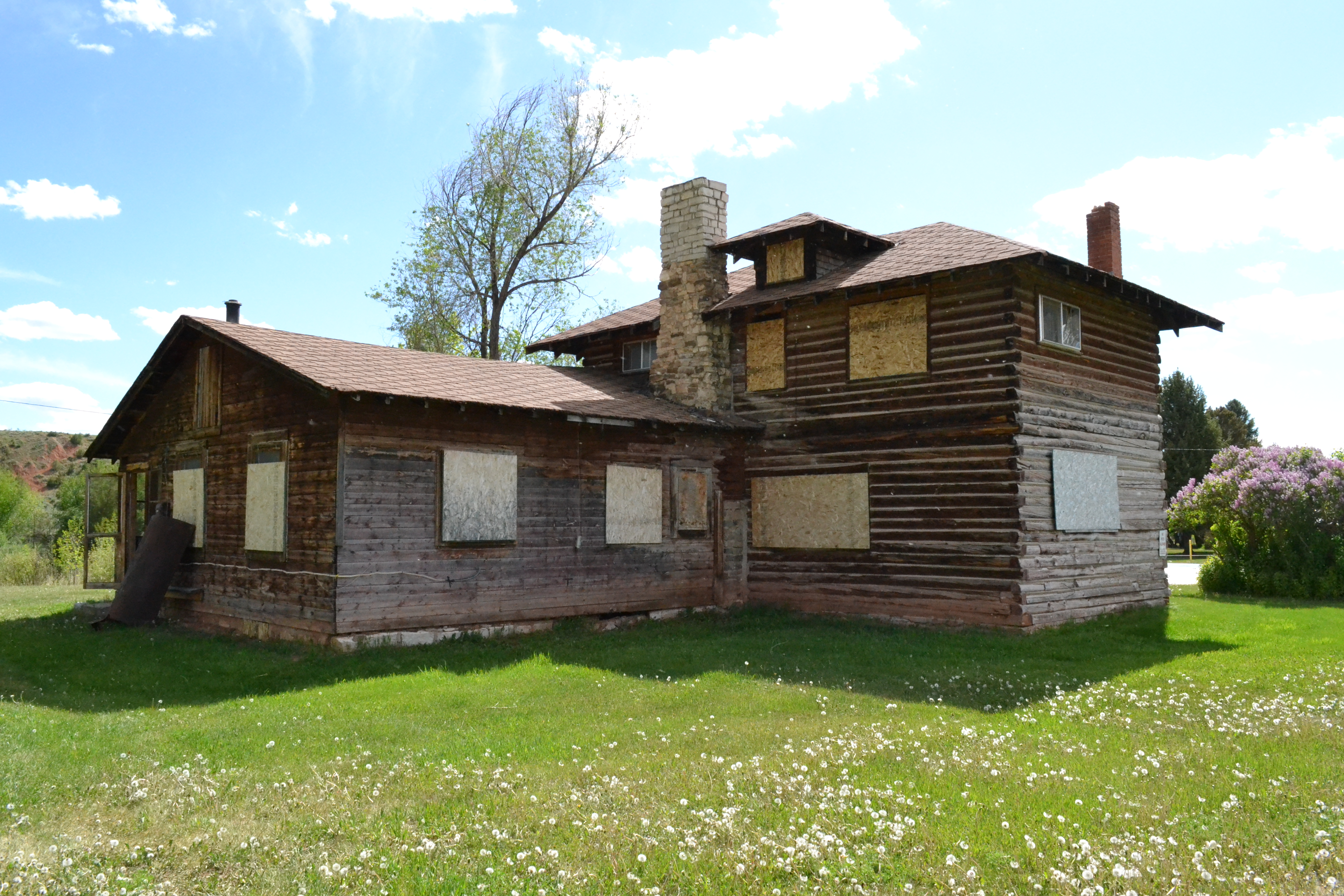
Emerson Parks House in Ten Sleep, eingetragen im National Register of Historic Places

Zu den jährlichen Feierlichkeiten gehören ein zweitägiges Rodeo und eine Parade, die am 4. Juli, dem Unabhängigkeitstag der Vereinigten Staaten, stattfinden. Die Bevölkerung der Stadt vervierfacht sich zu dieser Zeit vorübergehend, da sich Touristen und Anwohner versammeln, um zu feiern. Die Hauptstraße ist zu dieser Zeit für den Durchgangsverkehr gesperrt. Eine weitere jährliche Tradition ist das Nowoodstock Festival, das am zweiten Wochenende im August stattfindet.
In Ten Sleep befindet sich die Mikrobrauerei Ten Sleep Brewing Company, die im Oktober 2013 mit dem Brauen begann und verschiedene Biere herstellt.

## Geschichte
Ten Sleep war ein Rastplatz der Indianer, der so genannt wurde, weil er 10 Tage Reise, oder "10 Übernachtungen" sowohl von Fort Laramie (Südosten), dem Yellowstone-Nationalpark (West-Nordwest) als auch der Indian Agency am Stillwater River in Montana (Nordwesten) entfernt war. Es gibt zahlreiche archäologische Stätten in der Gegend, wie Piktogramme oder Petroglyphen.
In Ten Sleep fand der Spring Creek Raid statt, einer der letzten Kleinkriege des Sheep and Cattlemens War. Dort griffen Viehzüchter im März 1909 Schafhirten und ihre Herde an, töteten drei Männer und erschossen Hunderte Schafe. Gefangen und verurteilt, war dies das Ende eines großen Konflikts.

## Geologie

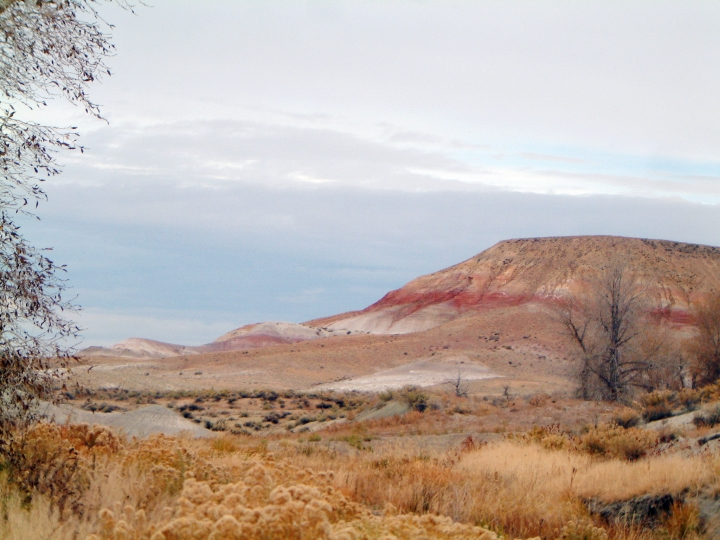
Cloverly Formation

Der gelblich-graue bis weiße Sandstein, der einen Großteil des Ten Sleep Canyon bildet, heißt Tensleep-Formation (Pennsylvanium) und dominiert einen Großteil des westlichen Ausläufer der Bighorn Mountains. Der markante rote Sandstein, wie zum Beispiel Signal Cliff westlich von Ten Sleep, sowie die Hügel entlang des Westhangs der Bighorn Mountains sind Teil der Chugwater-Formation (Trias). Oberhalb der Chugwater-Formation folgen die Sundance-Formation sowie die Morrison Formation. Die Cloverly-Formation wird von den Einheimischen als "Painted Desert" oder "Colored Hills" bezeichnet und besteht aus fein verkörntem Sandstein. Zahlreiche Schilder entlang der US 16 von Buffalo über Ten Sleep bis nach Worland informieren über die verschiedenen geologischen Formationen.

## Demografie
| Bevölkerungsentwicklung | Bevölkerungsentwicklung | Bevölkerungsentwicklung | Bevölkerungsentwicklung |
| Census                  | Bevölkerung             |                         | %±                      |
| ----------------------- | ----------------------- | ----------------------- | ----------------------- |
| 1940                    | 345                     |                         | —                       |
| 1950                    | 289                     |                         | −16,2 %                 |
| 1960                    | 314                     |                         | 8,7 %                   |
| 1970                    | 320                     |                         | 1,9 %                   |
| 1980                    | 407                     |                         | 27,2 %                  |
| 1990                    | 311                     |                         | −23,6 %                 |
| 2000                    | 304                     |                         | −2,3 %                  |
| 2010                    | 260                     |                         | −14,5 %                 |
| U.S. Decennial Census   |                         |                         |                         |

Bei der Volkszählung 2010 lebten 260 Personen in 133 Haushalten und 76 Familien in der Stadt. Die Bevölkerungsdichte betrug 553,2 Einwohner pro km². Die Bewohner der Stadt waren zu 97,3 % weiß, 0,8 % Indianer, 0,4 % asiatisch und 1,5 % von zwei oder mehr Rassen.
Es gab 133 Haushalte, von denen 17,3 % Kinder unter 18 Jahren hatten, 45,9 % waren Ehepaare, die zusammenlebten, 8,3 % Haushälterin ohne anwesenden Ehemann, 3,0 % männliche Haushälter ohne Frau und 42,9 % waren Nichtfamilien. 36,8 % der Bewohner aller Haushalte waren Einzelpersonen, und 16,5 % der Haushalte hatten eine allein lebende Person, die 65 Jahre oder älter war. Die durchschnittliche Größe eines Haushalts betrug 1,95 und die durchschnittliche Familiengröße 2,55.
Das Durchschnittsalter betrug 54,3 Jahre. 17,3 % der Einwohner waren unter 18 Jahren alt; 2,7 % waren zwischen 18 und 24 Jahren alt; 20,8 % waren zwischen 25 und 44; 30,8 % waren zwischen 45 und 64; und 28,5 % waren 65 Jahre oder älter.

## Verkehr
Neben dem U.S. Highway 16, der durch den Ort verläuft, beginnen in Ten Sleep auch die Wyoming Highways 434 und 436, die beide entlang der Ausläufer der Bighorn Mountains nach Süden verlaufen und nach einigen Kilometern enden. Nach Norden verlaufen die Tensleep Hyattville Road bis Hyattville sowie die Lower Nowood Road entlang des Nowood Rivers, die beide nach ca. 30 km auf den Wyoming Highway 31 treffen.